# Theodore Shapiro
Theodore Shapiro (født 29. september 1971) er en amerikansk filmkomponist der bl.a. har lavet musikken til film som Old School og The Mysteries of Pittsburgh. Det er specielt komediefilm Shapiro arbejder med.

## Udvalgt filmografi
- Old School (2003)
- Along Came Polly (2004)
- Starsky & Hutch (2004)
- Dodgeball: A True Underdog Story (2004)
- Fun with Dick and Jane (2005)
- The Devil Wears Prada (2006)
- You, Me and Dupree (2006)
- Blades of Glory (2007)
- Mr. Woodcock (2007)
- The Mysteries of Pittsburgh (2008)
- Semi-Pro (2008)
- Tropic Thunder (2008)
- Marley & Me (2008)
- I Love You, Man (2009)
- Year One (2009)